# Lithacodia strigilis
Lithacodia strigilis là một loài bướm đêm trong họ Noctuidae.